# Карагьоз бей джамия
Карагьоз бей джамия (на босненски: Karađozbegova džamija; на сръбски: Карађозбегова џамија) е най-големият мюсюлмански храм в Херцеговина. Намира се в Мостар, в старата част на града. Джамията е строена в периода 1557-1558 година. Смята се, че е проектирана от големия османски архитект мимар Синан. Надзорник по строителните работи и главен благодетел на джамията е мостарския Карагьоз Мехмед бей, брат на тогавашния везир на Османската империя Рюстем паша. Освен джамията Мехмед бей изгражда към нея още и медресе, както и други религиозни обекти в Мостар.
По време на гражданската война в Босна и Херцеговина Карагьоз бей джамия претърпява тежки поражения, но след края на конфликта е реставрирана, заедно със Стари мост и други исторически обекти в старата част на Мостар. Отворена е за поклонници и посетители през 2004 година.